# Генрих V (граф Люксембурга)
Генрих V Белокурый (фр. Henri V le Blond; ок. 1216/1217 — 24 декабря 1281, Майнц) — граф Люксембурга и Ла Роша с 1247 года, Арлона с 1226 года, маркграф Намюра (под именем Генрих III) в 1256—1264 годах, сеньор де Линьи с 1240 года. Сын Валерана III, герцога Лимбурга, и Эрмезинды, графини Люксембурга, родоначальник династии Люксембургов.

## Биография
Генрих происходил из Лимбургского дома. После смерти отца, умершего в 2 июля 1226 года, Генриху досталось графство Арлон. 12 февраля 1247 года умерла мать Генриха, графиня Эрмезинда. Её владения были разделены между сыновьями. Старший, Генрих, получил графства Люксембург и Ла Рош-ан-Арденн, а младший, Жерар — графство Дарбюи.
В 1240 году Генрих женился на Маргарите, дочери Генриха II, графа де Бар. В приданое он получил сеньорию Линьи-ан-Барруа в графстве Бар с условием, что она будет зависеть от графов Бара. Однако это не помешало Генриху в 1256 году принести оммаж за Линьи графу Шампани и Бри Тибо V. Однако позже брат Маргариты Тибо II де Бар воспользовался в 1266 году конфликтом между герцогом Лотарингии Ферри III, которого поддержал Генрих Люксембургский, и епископом Меца Гильомом де Тренель, на стороне которого выступил Тибо II де Бар. 14 сентября 1266 года состоялась битва при Прени, во время которой Генрих Люксембургский попал в плен. Арбитром выступил король Франции Людовик IX Святой, который 8 сентября 1268 года велел принести Генриху Люксембургскому оммаж за Линьи графу Тибо II.
Желая расширить свои владения, Генрих предъявил права на маркграфство Намюр как внук по материнской линии Генриха Слепого. На Намюр по праву своей жены, Эрмезинды I, претендовал ещё отец Генриха, Вальрам III, однако 13 февраля 1223 года он был вынужден по Динанскому договору отказаться от прав на графство. Намюр оказался в руках представителей дома Куртене, однако последний император Латинской империи Балдуин II де Куртене заложил Намюр королю Франции. Одновременно на Намюр претендовала графиня Фландрии Маргарита II, которой в 1245 году император Фридрих II пожаловал Намюр в лен, после чего за Намюр развернулась борьба между сыновьями Маргариты от двух браков: 19 мая 1250 года Гильом II Фландрский подписал со своим сводным братом Жаном I д’Авен соглашение по поводу Намюра, оммаж на которое в 1249 году Маргарита уступила Жану, и которого император Вильгельм II признал маркграфом в 1248 году. Но по Перронскому договору в 1256 году Жан д’Авен был вынужден отказаться от Намюра, который вскоре, воспользовавшись отсутствием сильной власти в Священной Римской империи, захватил Генрих Люксембургский.
В 1263 году Балдуин II де Куртене, который владел юридическими правами на Намюр, нуждаясь в деньгах на отвоевывания Латинской империи, захваченной Византией, продал их Ги де Дампьеру, сыну графини Маргариты Фландрской. В результате последовавшей войны между Ги и Генрихом Люксембургским победителем вышел Ги, захвативший Намюр. Однако в 1264 году он смог заключить мирное соглашение с Генрихом, по которому Ги женился на Изабелле, одной из дочерей Генриха, и получал Намюр за ней в качестве приданого.
Генрих умер 24 декабря 1281 года. В Люксембурге и Арлоне ему наследовал старший сын Генрих VI, а графство Ла Рош-ан-Барруа и сеньорию Линьи унаследовал второй сын, Валеран I, ставший родоначальником французской ветви рода.

## Брак и дети
Жена: с 4 июня 1240 (контракт) Маргарита де Бар (1220—1275), дочь Генриха II, графа де Бар, и Филиппы де Дрё. Дети:
- Генрих VI (ок. 1250 — 5 июня 1288), граф Люксембурга и Арлона с 1281
- Валеран I (ум. 5 июня 1288), граф де Ла Рош-ан-Арденн, сеньор де Линьи, де Русси и де Бовуар, родоначальник ветви Люксембург-Линьи
- Филиппа (1252—1311); муж: Жан I (II) д’Авен (1247—1304), граф Эно (Жан I) с 1280, граф Голландии и Зеландии (Ян II) с 1299
- Маргарита
- Жанна (ум. 1310), аббатиса Клерефонтена
- Изабелла (1247—1298); муж: Ги де Дампьер (1225—1304), маркграф Намюра с 1264, граф Фландрии с 1251

Также Генрих имел несколько незаконных детей:
- Генрих (ум. 5 июня 1288), бастард Люксембургский
- Бодуэн (Жан) (ум. после 5 июня 1288), бастард Люксембургский
- Рауль (ум. ок. 1266/1268), бастард Люксембургский, сеньор де Ла Тур-Деван-Виртон